# Goleta

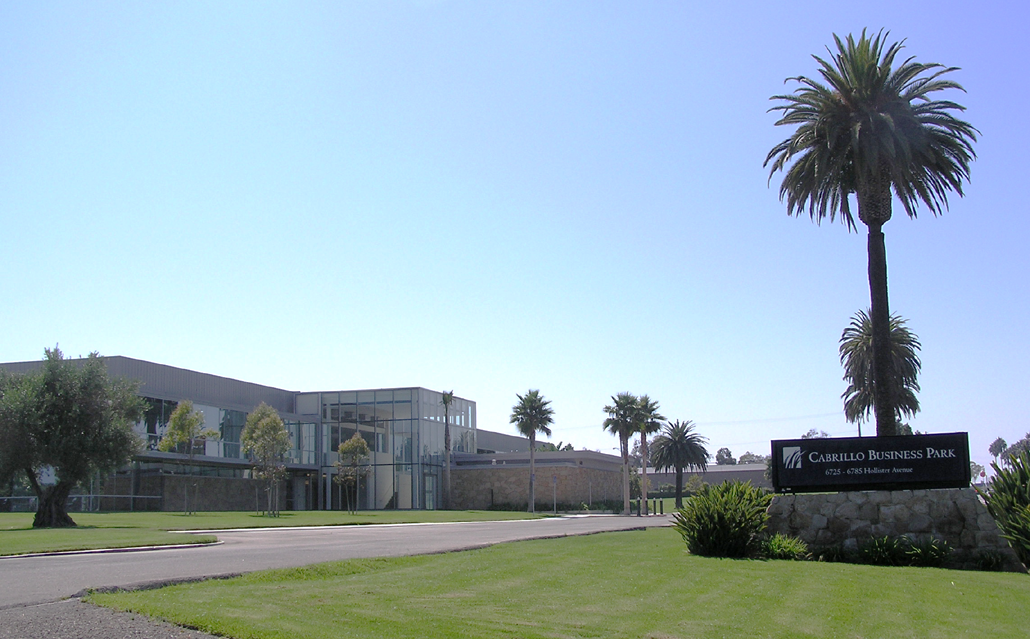
Centre d'activités Cabrillo Business Park à Goleta.

Goleta est une localité de la banlieue de Santa Barbara dans le comté de Santa Barbara en Californie aux États-Unis. Sa population s’élevait à 29 888 habitants lors du recensement de 2010, estimée à 30 850 habitants en 2016.

## Démographie
| 2000   | 2010   | - | - | - | - |
| ------ | ------ | - | - | - | - |
| 55 204 | 29 888 | - | - | - | - |

## Entreprises implantées à Goleta
Electro Optical Industries, filiale de HGH Systèmes Infrarouges